# Fábry János
Fábry János (Losonc, 1830. július 31. – Rimaszombat, 1907. december 30.) magyar muzeológus, botanikus, tanár, iskolaigazgató, múzeumigazgató.

## Élete, munkássága
Gimnáziumi tanulmányait szülővárosában és Selmecbányán végezte. Losoncon Szilniczky Mihály tanár megkedveltette vele a botanikát. A természetrajzot Eperjesen végezte Hazslinszky Frigyes Ákos és Vandrák András irányítása alatt. Az 1848–49-es forradalom és szabadságharcban mint honvédtüzér, majd mint térparancsnoksági segédtiszt vett részt. A világosi fegyverletétel után Jánosiban (Gömör megye) mint nevelő működött. 1850-ben az osgyáni evangélikus gimnázium tanára lett. 1854-ben a Bécsi Egyetemen fizikai, kémiai és geológiai tanulmányokat folytatott. Az osgyáni és rimaszombati gimnáziumok egyesítése után rendes tanári működését a rimaszombati egyesült protestáns gimnáziumban folytatta. Többször az igazgatói hivatalt is viselte. Tanítványa volt Mikszáth Kálmán is, aki kedves tanáráról a Kovászember, valamint a Fábry János című novellában és a Vasárnapi Ujságban írt nekrológja is megemlékezik. Harmincnégy évig az összes természettudományi tantárgyat tanította. Közben beszerezte a szakokhoz nélkülözhetetlen tanszereket és gyűjteményeket. Az 1868-1890-es időszakban fenntartott és igazgatott egy államilag segélyezett felsőbb leányiskolát.
Az Egyesült Protestáns Gimnázium és a (volt megyei) Gömör-Kishonti Múzeum tevékenysége kezdetben szorosan összekapcsolódott. A múzeum igazgatói tisztségét rendre a gimnázium tanárai töltötték be. Első, alapító igazgatója Fábry János, őt követte a szepességi származású Loysch Ödön, majd Fábián Vilmos és végül Holéczy Miklós.
Fábry János tevékenyen részt vett több tudományos és kulturális egyesületben, észlelője volt a rimaszombati meteorológiai állomásnak. 1882 szeptemberében megalapította a Gömöri Múzeumot (az első kiállítást 1913. május 18-án nyitották meg) és a Múzeum Egyesületet, amely egészen 1951-ig létezett, majd a rendszerváltás után felújította a tevékenységét. Flóraművei szorgalmas gyűjtés eredménye, de sok téves adatot is tartalmaznak. Növénygyűjtésének 42 évi eredményét rendezett herbáriuma foglalta magában, melynek ma kisebb része Kolozsvárott és a Gömör-Kishonti Múzeumban, nagyobb része a pozsonyi Szlovák Nemzeti Múzeumban található. Megalapította és fejlesztette a múzeum régiség és éremgyűjteményét.
Az 1850-60-as években dolgozott a Hon, Vasárnapi Ujság és a Politikai Ujdonságok című lapokkal. Botanikai cikkeket közölt a Magyar Növénytani Lapokba (róla nevezte el Richter Aladár a szeder új fajtáját: Rubus Fabryi Richt. Al.). Ezeken kívül állandó munkatársa volt a Gömör, Gömöri Közlöny, Rozsnyói Hiradó, Gömör-Kishont stb. hetilapoknak és a Magyar Nyelvőrnek; névvel, névtelenül vagy álnévvel írt vezércikkeket, ismeretterjesztő cikkeket és tárcákat, nekrológokat és egyéb közérdekű cikkeket. 1897-ben vonult vissza, azután még tíz évig élt növényeivel bíbelődve.
Fábry Jánosnak négy lánya született és egyetlen fiúgyermeke, Fábry Zoltán, aki később Rimaszombat város rendőrparancsnoka volt (meghalt 1943-ban, eltemetve Rimaszombatban). Unokája, ifj. Fábry Zoltán huszárőrnagy, született 1911-ben Rimaszombatban, meghalt 1951-ben Budapesten. Koncepciós perben kivégezték, a Nemzeti Panteon 298-as parcellájában nyugszik. Posztumusz rehabilitálták és 1991-ben huszárezredesi rangra előléptették.
Fábry Jánosról 1990 után a rimaszombati Gömör Kishonti Múzeum Egyesület díjat nevezett el, amelyet 2008-ban a Fábry család kapott. Azt az ükunoka, a magyarországi Nagyvázsony polgármestere, Fábry Szabolcs vette át. 

## Leszármazottak
Fábry Jánosnak négy lánya született és egyetlen fiúgyermeke, Fábry Zoltán, aki később Rimaszombat város rendőrparancsnoka volt (meghalt 1943-ban, eltemetve Rimaszombatban). Unokája, ifj. Fábry Zoltán huszárőrnagy, született 1911-ben Rimaszombatban, meghalt 1951-ben Budapesten. Koncepciós perben kivégezték, a Nemzeti Panteon 298-as parcellájában nyugszik. Posztumusz rehabilitálták és 1991-ben huszárezredesi rangra előléptették.
Fábry Jánosról 1990 után a rimaszombati Gömör Kishonti Múzeum Egyesület díjat nevezett el, amelyet 2008-ban a Fábry család kapott. Azt az ükunoka, a magyarországi Nagyvázsony polgármestere, Fábry Szabolcs vette át. 
Fábry Szabolcs (Zirc, 1971-) Nagyvázsony demokráciatörténetében leghosszabb időt polgármesterként megválasztott településvezetője. 2006-2024 közötti munkásságához kötődik a Kinizsi Vár teljes megújítása és 2800 nm új látogatótér (moziterem, élményterek, interaktív és hagyományos kiállítóterek) megépíttetése; a Postamúzeum felújítása, Mentőállomás építtetése és átadása, a Magyar Igásló Ökoturisztikai Élményközpont építtetése; az egykori ún. "kisiskola" teljes felújítása és átalakítása rendezvényházzá (benne étterem, kisterem, konditerem) és a település további, valamennyi középületének teljes külső felújítása (Egészségház, Községháza, Tűzoltóház, Nemesleányfalui Közösségi Ház, Mesevár Óvoda és Bölcsőde, Kinizsi Pál Általános Iskola); két játszótér és a faluközpont megújítása, virágosítása; új és tágas tanterem és az iskola belső felújítása; a Szent Ilona plébániatemplom teljes külső és a Szent István templom teljes belső felújítása; közel négy kilométer járda építése; négy kilométer belterület út felújítása; kerékpárút-építés Nemesleányfalu és a Szent Jakab-rom között; 17 nagyvázsonyi mikrovállalkozás sikeres Kisfaludy Turisztikai pályázat-szervezése; a Nagyvázsonyi Férfi Dalárda megszervezése és életre hívása; a Nagyvázsonyi Borzderes Csordaközösség megszervezése; rekortán minifocipálya-építése; salakos labdarúgó kispálya építtetése; az Egészségház teljes belső felújítása és eszközállományának gyarapítása; négy helyi civil szervezet gépjármű-támogatásának elősegítése; a Kárpát-medencei Kinizsi Szövetség megalakítása. Munkásságát Kiváló Falumegújító-díjjal (BM, 2018), Magyar Építőművészek Szövetségének "Átfogóan gondolkodni" Különdíjával (2018), Tiszteletbeli Székely-címmel (2019); Kovászember-díjjal (2021); Környezetünkért állami díjjal (2022, Agrárminisztérium); Magyar Arany Érdemkereszttel (2023, Köztársasági Elnök, Miniszterelnök) ismerték el civil és állami szervezetek, intézmények.

## Emlékezete

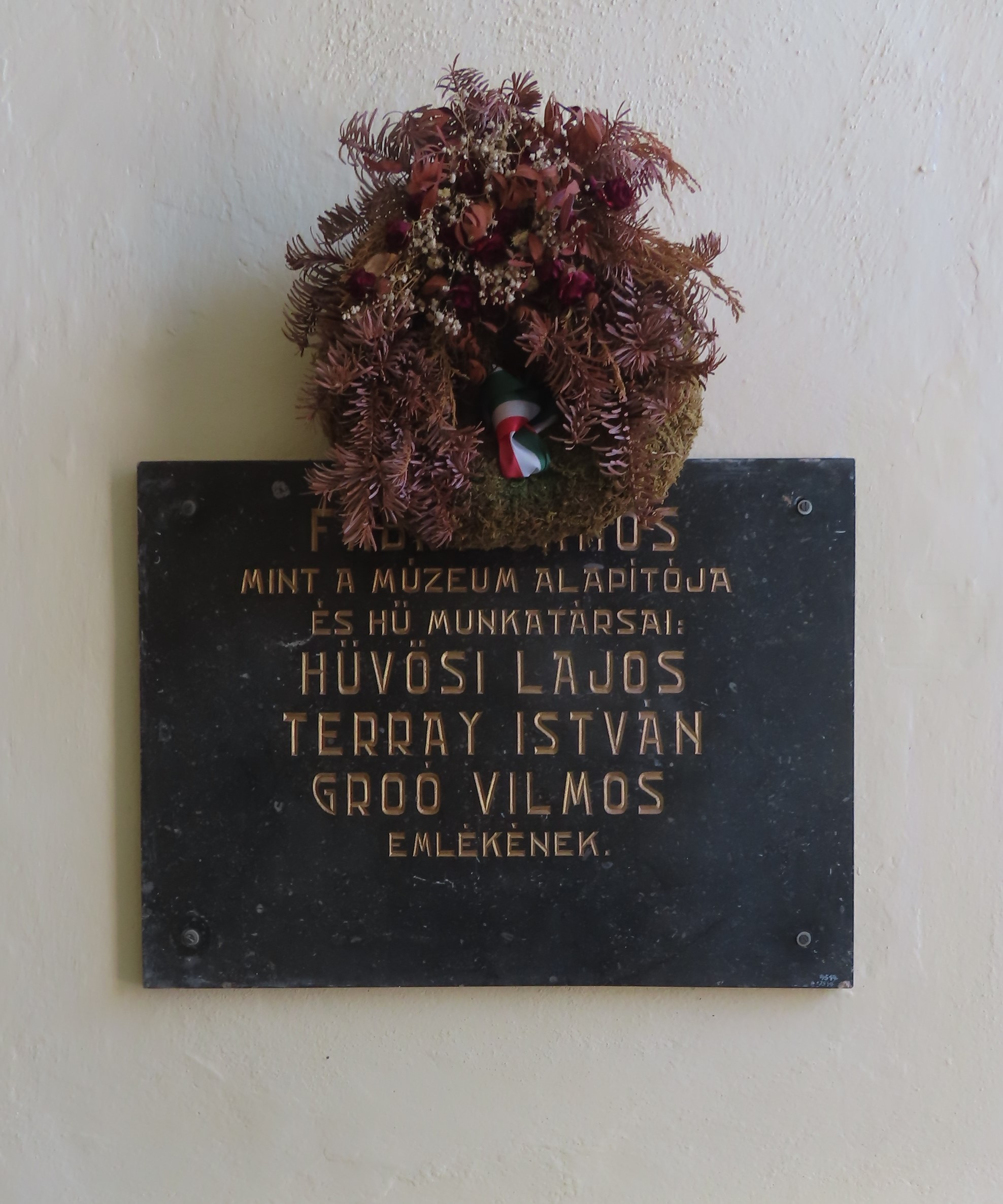
Emléktáblája Rimaszombatban

- Fábry János nevét ma a díj mellett az általa alapított múzeum elől induló belvárosi főutca neve őrzi Rimaszombatban.
- 2020-ban Rimaszombatban kétnyelvű időszaki kiállítás nyílt a múzeumalapító életművéről[1]

## Művei
- Igénytelen szó a hazai füvészet érdekében. Magyar Sajtó, 1857. 248. sz.
- Rimaszombat viránya. Rimaszombati Gimn. Ért. 1858–59
- Adalékok a dísznövények történetéhez. Rimaszombati Gimn. Ért. 1858–59
- A szőlő története. Vasárnapi Ujság 1863
- Az állattan elemei. Gymnasiumok és ipartanodák alsóbb osztályainak használatára. Pest, 1864
- A növénytan elemei. Gymnasiumok és ipartanodák alsóbb osztályai számára. Pest, 1865
- Gömörmegye viránya. Pest, 1867 (Különnyomat a Gömör és Kishont egyesült vármegyék leirása c. munkából)
- A Gömörmegyei Múzeum múltja és jelene. Rimaszombat, 1905